# Aedes pennai
Aedes pennai är en tvåvingeart som beskrevs av Antunes och Lane 1938. Aedes pennai ingår i släktet Aedes och familjen stickmyggor. Inga underarter finns listade i Catalogue of Life.